# Digistudies.nl
Digistudies.nl (handelsnaam: Digistudies) is een Nederlands e-learningplatform dat uitlegvideo's produceert en publiceert voor leerlingen van het vmbo-t, havo en vwo. Het bedrijf werd opgericht in 2015 door Micha Proper en was een van de eerste online leerplatforms die uitsluitend uitlegvideo's maakte voor leerlingen.

## Oprichting
Toen oprichter Micha Proper op de middelbare school zat, had hij een hekel aan lezen en leren, hij leerde daarom voor zijn toetsen met filmpjes van docenten op YouTube. Er was echter nog geen verzamelplatform dat video's van álle vakken maakte en publiceerde. Toen Proper ging studeren liep hij tegen hetzelfde probleem aan waardoor hij in zijn eerste studiejaar Digistudies oprichtte.

## Geschiedenis
In de eerste twee jaar na de oprichting plaatste Digistudies de geproduceerde video's enkel op haar YouTube-kanaal. Oprichter Proper wilde dat iedereen gratis met video kon leren voor zijn/haar toetsen en examens. In het kader van bestrijding van een tweedeling in het onderwijs bood Digistudies daarom de video's kosteloos aan. Met donaties en advertentie-inkomsten moesten alle kosten gedekt worden. Maar dat liep anders. De financiële resultaten vielen in het eerste jaar na de oprichting in 2015 flink tegen. De omzet uit  enkel advertenties en donaties was te laag, wat er toe leidde dat Digistudies in 2017 bijna haar faillissement moest indienen. Het roer werd toen drastisch omgegooid. In 2018 werd er een business angel aangetrokken en Digistudies begon met de bouw van een eigen platform. In maart 2019 werd Digistudies.nl gelanceerd.
Voordien maakte Digistudies uitsluitend video's en aanvullend leermateriaal voor bovenbouwers in het voortgezet onderwijs. Anno 2021 is Digistudies bezig met een uitbreiding naar lagere jaarlagen en andere opleidingen.

## Resultaten
Na de lancering van het platform is de ontwikkeling van Digistudies in een stroomversnelling gekomen. In het eerste schooljaar (2019/2020) schaften twaalf scholen de video's voor hun bovenbouwers aan. In het schooljaar 2020/2021 waren dat er 38. 
Daarnaast gebruiken meer dan 8000 individuele leerlingen de uitlegvideo's van Digistudies.